# Iryna Dats
Iryna Vilyamivna Dats (nacida el 14 de abril de 1963, Zhytomyr, Ucrania) es una cantante de ópera ucraniana (soprano lírico-dramática), directora de teatro, educadora y profesora. Fue galardonada con el título de Artista del Pueblo de Ucrania (2007) y fue solista de la Ópera Nacional de Ucrania.

## Biografía
Iryna Dats nació en Zhytomyr. En 1987, se graduó del Conservatorio Estatal de Kiev (actualmente la Academia Nacional de Música de Ucrania, nombrada en honor a P. I. Chaikovski). En el mismo año, se unió al elenco de la Ópera Nacional de Ucrania, donde interpretó papeles principales para soprano lírico-dramática. Su repertorio incluye una amplia variedad de roles operísticos, entre ellos: Natalka Poltavka ("Natalka Poltavka" de M. Lysenko), Oksana ("Zaporozhets más allá del Danubio" de S. Hulak-Artemovsky), Anna Yaroslavna ("Anna Yaroslavna - Reina de Francia" de A. Rudnytsky), Odarka ("Kupalo" de A. Vakhnyanin), Oksana ("Boyarynya" de V. Kyreyko), Maryltzia ("Taras Bulba" de M. Lysenko), Parasia ("La feria de Sorochinsky" de M. Mussorgsky), Tatiana ("Eugene Onegin" de P. Chaikovski), Yaroslavna ("Príncipe Igor" de A. Borodin), Donna Anna ("Don Giovanni" de W. A. Mozart), Nedda ("Pagliacci" de R. Leoncavallo), Mimi ("La Bohème" de G. Puccini), Leonora ("Il Trovatore" de G. Verdi), Santuzza ("Cavalleria Rusticana" de P. Mascagni) y Elsa ("Lohengrin" de R. Wagner). Ha actuado en escenarios de más de 30 países, incluyendo Estados Unidos, Reino Unido, Francia, Italia, Suiza, Canadá y Kuwait.

## Carrera docente y dirección
Desde 2001, ha enseñado en la Universidad Nacional de Cultura y Artes de Kiev y posteriormente trabajó en la Academia Estatal de Estadística, Contabilidad y Auditoría. En 2011, obtuvo el título de Profesora Asociada, y en 2017 se convirtió en Profesora de la Academia Nacional de Música de Ucrania. En 2004, se graduó nuevamente de la Academia Nacional de Música de Ucrania con un título en dirección de teatro musical. Desde 2011, ha enseñado dirección de teatro musical y actuación. Su trabajo como directora incluye óperas, programas de conciertos y composiciones literario-musicales presentadas en la Ópera Nacional de Ucrania, la Filarmónica Nacional de Ucrania y el Estudio de Ópera de la Academia Nacional de Música de Ucrania. Algunas de sus producciones más destacadas incluyen "Rigoletto" de G. Verdi (2016) y "Nocturno" de M. Lysenko (2018). En 2019, completó una maestría en "Gestión Internacional" en la Academia Nacional de Estadística, Contabilidad y Auditoría.

## Disputa legal con la Ópera Nacional de Ucrania
Después de 2014, enfrentó dificultades en la Ópera Nacional de Ucrania debido a períodos de inactividad forzada. En 2017, fue despedida de acuerdo con la Ley N.º 955-VIII mientras estaba de baja médica, lo que llevó a procedimientos legales.